# Tommy Cash (Country-Sänger)

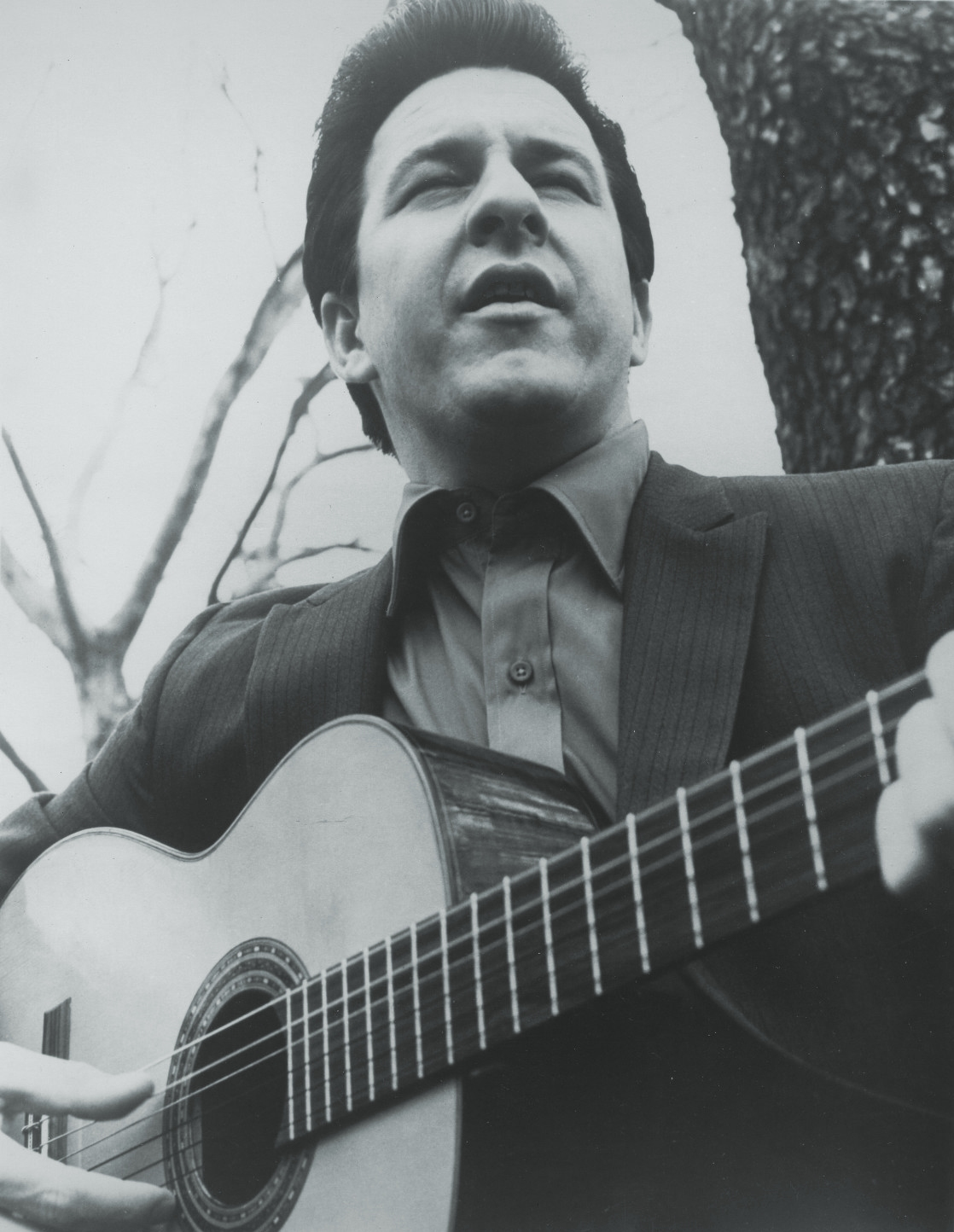
Tommy Cash (1969)

Tommy Cash (* 5. April 1940 in Dyess, Arkansas; † 13. September 2024) war ein US-amerikanischer Country-Sänger und -Musiker. Der jüngere Bruder von Johnny Cash war zwischen 1968 und 1978 insgesamt 19 Mal in den US-Country-Charts vertreten, wobei er dreimal in die Top Ten kam.

## Werdegang
Cash schaute sich das Gitarrespielen von seinem acht Jahre älteren Bruder Johnny ab und spielte zunächst gelegentlich auf Schulfesten. Mit 18 Jahren trat er in die US-Army ein und war eine Zeit lang in Frankfurt am Main stationiert, wo er bei AFN eine eigene Radiosendung Stickbuddy Jamboree moderierte.
Mitte der 1960er Jahre trat er in Armeeclubs auf und spielte zeitweilig gemeinsam mit Hank Williams Jr. 1969 hatte er seinen ersten und größten Hit: Six White Horses, ein Song über die Attentate auf Martin Luther King, John F. Kennedy und Robert F. Kennedy, der Platz vier der Country-Charts und Platz 79 der Pop-Charts erreichte. Es folgten 1970 zwei weitere Top-10-Hits, Rise And Shine und One Song Away (beide Platz neun). Mit zwei weiteren Titeln erreichte Cash die Top 20, 1971 mit So This Is Love und 1973 mit I Recall a Gypsy Woman. Cashs letzter Hit She Met a Stranger, I Met a Train erreichte Anfang 1974 Platz 21 der Country-Charts.
Tommy Cash starb im September 2024 im Alter von 84 Jahren und wurde wie sein Bruder in Hendersonville beigesetzt. Er hinterließ seine Ehefrau Marcy Benefield Cash, mit der er 23 Jahre verheiratet gewesen war, und einen Sohn. Eine Tochter war bereits vor ihm gestorben.

## Diskografie

### Alben
| Jahr | Titel                                   | Höchstplatzierung, Gesamtwochen, AuszeichnungChartsChartplatzierungen (Jahr, Titel, Platzierungen, Wochen, Auszeichnungen, Anmerkungen) | Anmerkungen                     |
| Jahr | Titel                                   | Country | Anmerkungen                     |
| ---- | --------------------------------------- | --- | ------------------------------- |
| 1969 | Your Lovin’ Takes the Leavin’ Out of Me | Country44 (4 Wo.)Country | Erstveröffentlichung: Juli 1969 |
| 1970 | Six White Horses                        | Country18 (22 Wo.)Country |                                 |
| 1970 | Rise and Shine                          | Country37 (6 Wo.)Country |                                 |
| 1971 | Cash Country                            | Country20 (7 Wo.)Country |                                 |
| 1972 | The Best of Tommy Cash Volume 1         | Country43 (3 Wo.)Country |                                 |

Weitere Alben
- 1968: Here’s Tommy Cash
- 1971: The American Way of Life
- 1975: Only a Stone
- 1978: The New Spirit
- 1982: Cashin’ In
- 1982: All Around Cowboy
- 1983: Tommy Cash
- 1990: 25th Anniversary Album
- 1993: Let an Old Racehorse Run
- 1996: Solid Gold Country
- 1999: The Very Best of Tommy Cash
- 1999: Classics
- 2004: Special Edition
- 2004: Tribute to My Brother
- 2004: Rise and Shine
- 2008: Rise And Shine / Six White Horses
- 2008: Shades of Black
- 2008: Fade to Black: Memories of Johnny

### Singles
| Jahr | Titel Album                                       | Höchstplatzierung, Gesamtwochen, AuszeichnungChartplatzierungen (Jahr, Titel, Album, Platzierungen, Wochen, Auszeichnungen, Anmerkungen) | Höchstplatzierung, Gesamtwochen, AuszeichnungChartplatzierungen (Jahr, Titel, Album, Platzierungen, Wochen, Auszeichnungen, Anmerkungen) | Anmerkungen                            |
| Jahr | Titel Album                                       | US | Country | Anmerkungen                            |
| ---- | ------------------------------------------------- | --- | --- | -------------------------------------- |
| 1968 | The Sounds of Goodbye –                           | — | Country41 (9 Wo.)Country |                                        |
| 1969 | Your Lovin’ Takes the Leavin’ Out of Me           | — | Country43 (11 Wo.)Country |                                        |
| 1969 | Six White Horses                                  | US79 (6 Wo.)US | Country4 (16 Wo.)Country | Erstveröffentlichung: 17. Oktober 1969 |
| 1970 | Rise and Shine                                    | — | Country9 (14 Wo.)Country |                                        |
| 1970 | One Song Away Rise and Shine                      | — | Country9 (13 Wo.)Country |                                        |
| 1970 | The Tears on Lincoln’s Face Rise and Shine        | — | Country36 (9 Wo.)Country |                                        |
| 1971 | So This Is Love Cash Country                      | — | Country20 (11 Wo.)Country |                                        |
| 1971 | I’m Gonna Write a Song Cash Country               | — | Country28 (10 Wo.)Country |                                        |
| 1971 | Roll Truck Roll The American Way of Life          | — | Country67 (2 Wo.)Country |                                        |
| 1972 | You’re Everything The Best of Tommy Cash Volume 1 | — | Country32 (11 Wo.)Country |                                        |
| 1972 | That Certain One The Best of Tommy Cash Volume 1  | — | Country22 (11 Wo.)Country |                                        |
| 1972 | Listen The Best of Tommy Cash Volume 1            | — | Country24 (11 Wo.)Country |                                        |
| 1973 | Workin’ on a Feelin’ –                            | — | Country37 (10 Wo.)Country |                                        |
| 1973 | I Recall a Gypsy Woman –                          | — | Country16 (13 Wo.)Country |                                        |
| 1973 | She Met a Stranger, I Met a Train –               | — | Country21 (13 Wo.)Country |                                        |
| 1975 | The One I Sing My Love Songs Too Only a Stone     | — | Country58 (9 Wo.)Country |                                        |
| 1976 | Broken Bones Only a Stone                         | — | Country94 (4 Wo.)Country |                                        |
| 1977 | The Cowboy and the Lady The New Spirit            | — | Country63 (6 Wo.)Country |                                        |
| 1978 | Take My Love to Rita The New Spirit               | — | Country98 (3 Wo.)Country |                                        |

Weitere Singles
- 1965: I Guess I’ll Live
- 1965: I Didn’t Walk the Line
- 1966: Along the Way
- 1966: All I’ve Got to Show
- 1967: Jailbirds Can’t Fly
- 1967: Tobacco Road
- 1967: I’m Not the Boy I Used to Be
- 1974: Will the Circle Be Unbroken
- 1974: Roller Coaster Ride
- 1975: Only a Stone
- 1976: She Is Beautiful
- 1976: She Still Has That Look in Her Eyes
- 1976: King for a Day
- 1977: Reach Out
- 1978: In Crowd
- 1979: I’d Be Better Off Alone
- 1979: When the Lovin’ Starts
- 1982: (I Used to Want to Be a) Cowboy
- 1983: My Mother’s Other Son (mit Tommy Jennings)
- 1987: Radio Lover
- 1990: Hank and George, Lefty and Me (mit George Jones)
- 1990: Guess Things Happen That Way (mit Johnny Cash)
- 1996: Man of Experience
- 2009: Ramblin’ Kind